# Painéis DS384 e DS386 da Organização Mundial do Comércio

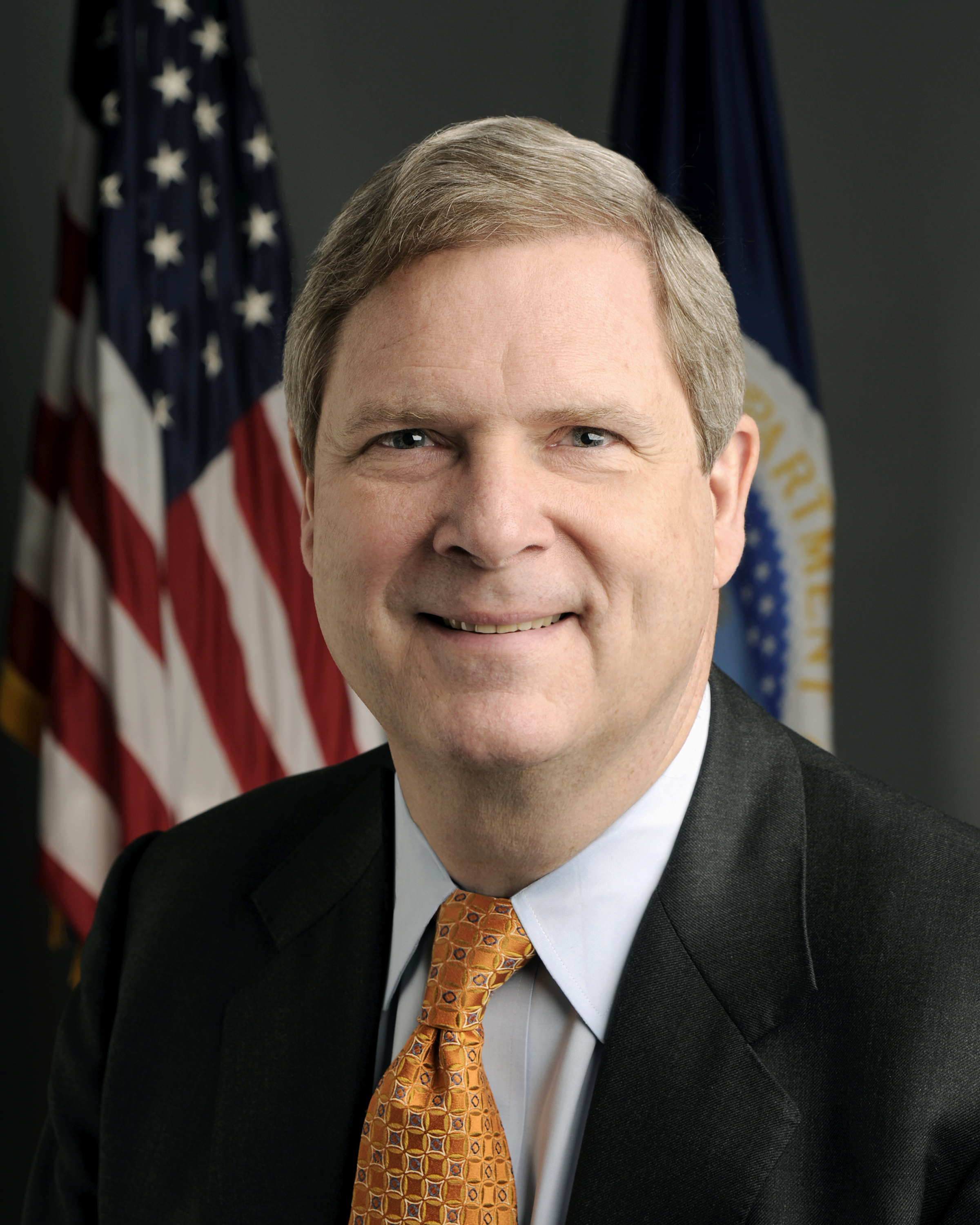
Tom Vilsack, Secretário da Agricultura dos Estados Unidos, cuja circular foi matéria de disputa na controvérsia.

Os casos WT/DS384 e WT/DS386 da Organização Mundial do Comércio, de pedidos dos autores deferidos em 2009 e concluído em 2015 com decisão arbitral de procedimento de conformidade, trataram de disputas entre, respectivamente, Canadá e México, em face dos Estados Unidos, impugnando a medida mandatory country of origin labelling (mCOOL ou COOL).

## Contexto do caso
A medida COOL ou mCOOL dos Estados Unidos da América foi uma política positivada em duas emendas ao Ato de Comercialização Agrícola de 1946: a Farm Bill de 2002, exigindo a etiquetação de país de origem para o comprador final de certas carnes frescas, e a Food, Conservation and Energy Act de 2008, aprovada para abarcar mais commodities, nomeadamente: cortes musculares e carne moída de bovinos, cordeiro e porco, peixe selvagem e de cativeiro, commodities agrícolas perecíveis, amendoim, carne de cabras e galinhas, ginseng, pecãs e macadâmias.
No regime anterior, as unidades de processamento e abatedouros, sendo considerados adquirentes finais da matéria-prima por executarem mudanças substanciais nos produtos, não precisavam constar a origem do insumo primário como origem do produto. Assim, por exemplo, cabeças de gado importadas do México ou Canadá e criadas, abatidas e processadas nos Estados Unidos poderiam ter sua carne etiquetada como “Produto dos EUA”. Após a reforma, a mesma deveria ser etiquetada “Produto dos EUA e México” ou “Produto dos EUA e Canadá”. Compreendendo que esta medida tinha caráter protecionista e desvalorizava seu gado, Canadá e México requereram em dezembro de 2008 consultas independentes com os Estados Unidos para tratarem das polêmicas medida. Ademais, peticionaram ter parte nas consultas uns dos outros nos termos do artigo 4.11 do  Entendimento sobre Solução de Controvérsias (DSU).
Em 1 e 28 de agosto de 2008, o Serviço de Comercialização Agrícola dos EUA lançou suas Interim Final Rules, e, em 15 de janeiro de 2009, publicou sua Final Rule. Em 20 de fevereiro do mesmo ano, o Secretário da Agricultura, Tom Vilsack, emitiu carta convidando interessados a voluntariamente seguirem práticas adicionais de etiquetação, distinguindo países de origem múltiplos, alimentos processados, e reduzindo o tempo em que a matéria crua da carne moída deve ser guardada em um país para ser indicada como nele originada. 

## Alegações das partes autoras

### México

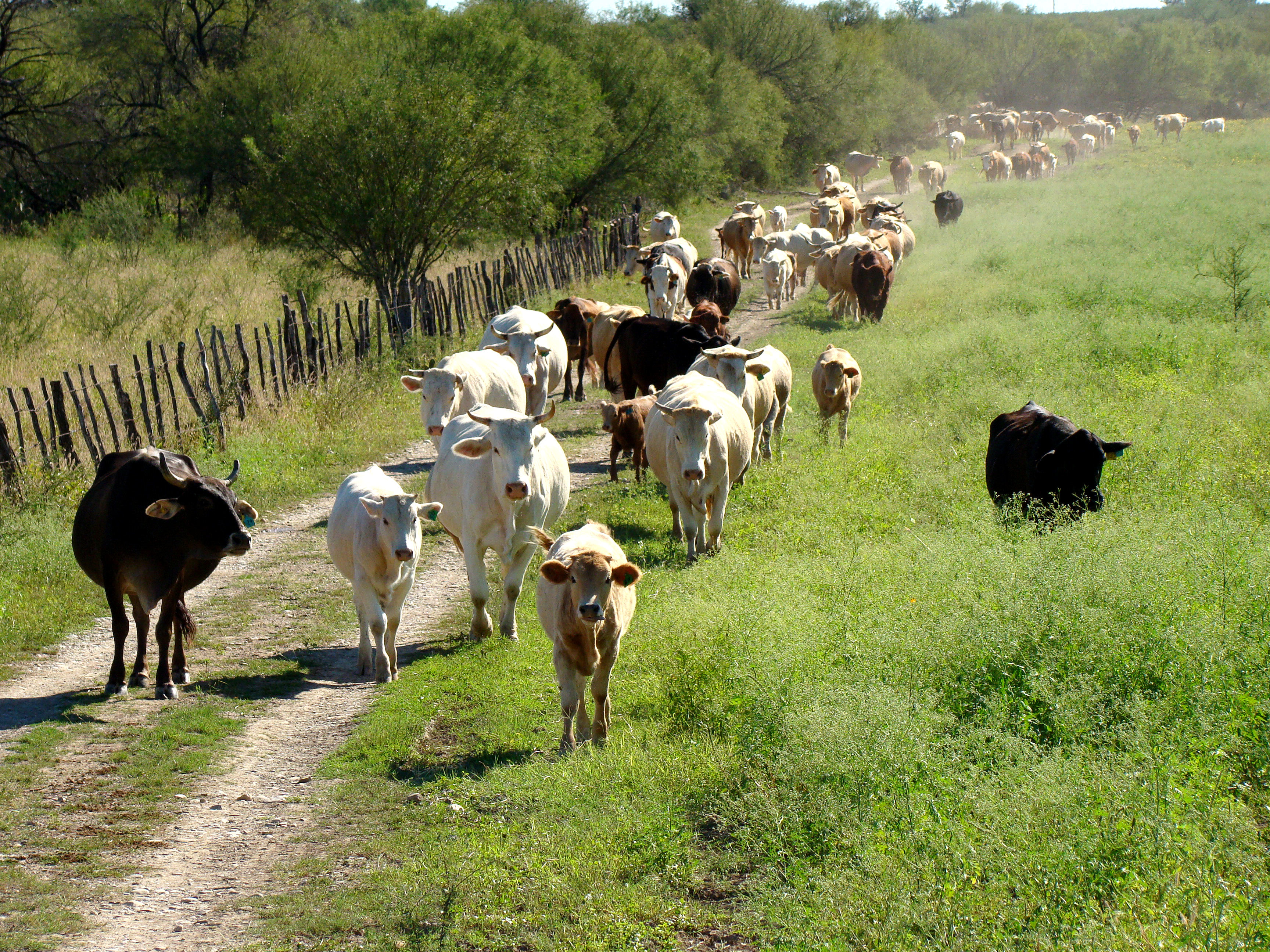
Gado norte-mexicano

Em sua primeira submissão, o México remeteu à parceria pecuária integral entre seu país e os Estados Unidos, a que o México fornece gado significativamente e de que figura como o maior importador de carne bovina, parceria esta prejudicada pelo protecionismo (alegadamente disfarçado de transparência e esclarecimento para os consumidores) da medida COOL, que alegadamente discriminaria e desvalorizaria o gado de origem mexicana, violando as supracitadas disposições da legislação internacional. Após expor pormenores da medida, a submissão segue para enumerar as supostas violações dos EUA às obrigações antes contraídas, pondo em questão mesmo a carta de Tom Vilsack, que prescreve requerimentos não encontrados na lei e regulação estadunidenses, e que o México interpretou como de tom mandatório. Como resultado, pretende que a medida COOL seja como um todo opcional.
O suposto caráter protecionista das medidas COOL foi mais amplamente desenvolvido na segunda submissão, em que o México argumentou que as circunstâncias não revelavam uma demanda popular propriamente dita, mas sim, estímulos de produtores que tiveram o apoio de consumidores como resposta. Em segundo lugar, os detalhes da COOL, com espécies distintas de etiquetas, denotaria discriminação entre carne nacional e estrangeira, com a própria estrutura da medida, além dos esforços desoneratórios voltados exclusivamente para a indústria nacional, barateariam a exclusão do gado de origem mexicana. Adicionalmente, as declarações da Ranchers-Cattlemen Action Legal Fund durante a aprovação da Farm Bill de 2002 eram explícitas quanto às intenções de proteger o gado nacional da competição estrangeira. Por fim, as dimensões dos efeitos comerciais adversos da COOL não são proporcionais à minoria de consumidores que ansiaria pela etiquetação, de forma que é mais razoável entender que manifestam uma política nacional protecionista que a escolha de consumidores.
Primeiramente, a submissão analisou as violações ao artigo III:4 do Acordo Geral de Tarifas e Comércio de 1994 (Ronda Uruguai): “Os produtos de território de uma Parte Contratante que entrem no território de outra Parte Contratante não usufruirão tratamento menos favorável que o concedido a produtos similares de origem nacional, no que diz respeito às leis, regulamento e exigências relacionadas com a venda, oferta para venda, compra, transporte, distribuição e utilização no mercado interno.” O documento demonstra que, para quaisquer critérios relevantes, o gado mexicano e o estadunidense são “produtos similares”, o conjunto de leis e regulações que gerou a medida COOL configura “leis, regulamento e exigências relacionadas com a venda, oferta para venda, compra transporte, distribuição e utilização no mercado interno” e, mais notavelmente, argumenta que, ainda que a medida não crie distinções de jure entre produtos domésticos e importados, traz danos materiais, e o artigo III:4 se aplicaria tanto a distinções de jure quanto de facto. Fatualmente, além de a presunção infundada de inferioridade de produtos de origem mexicana entre consumidores estadunidenses diminuir a demanda para os mesmos, a obrigatoriedade de etiquetar carne de gado importado e nacional separadamente obrigaria os abatedouros a criar linhas de produção distintas, gerando um custo que não estariam dispostos a pagar.
Em seguida, o texto analisa violações da COOL às obrigações consistentes com o Acordo de Barreiras Técnicas ao Comércio, particularmente com os artigos 2.1 (por tratamento menos favorável ao gado mexicano), 2.2 (por criar obstáculos desnecessários, com restrições que superam os riscos objetivos de seu descumprimento), 2.4 (por a medida não se basear em critérios internacionais relevantes, tais quais os dispostos no CODEX-STAN 1-1985), 12.1 e 12.3 (por contrariarem as obrigações dos EUA para com o México enquanto país em desenvolvimento, criando-lhe obstáculos desnecessários).
Em terceiro lugar, a medida COOL é acusada de imprevisibilidade e irrazoabilidade, assim contradizendo o artigo X:3(a) do AGTC, fundamentando sua argumentação nas mudanças da medida, agravadas pela Final Rule de 2009 e pela carta de Vilsack. Os Estados Unidos, contudo, questionaram a relevância da carta de Vilsack, que seria mera recomendação de aderência explicitamente voluntária, não podendo, pois, ser considerada regulamento técnico.
Por fim, o México compreendeu que a medida COOL lhe retirava inesperadamente vantagens tarifárias adquiridas, pondo fim a uma sucessão de concessões multilaterais quanto ao comércio de gado vivo, dificultando medidas consoantes aos princípios da Organização Mundial do Comércio, retrogresso este enquadrável nos termos do artigo XXIII:1(b) do AGTC.

### Canadá
A primeira submissão do Canadá focou na disrupção da importação não só de gado canadense, mas também de porco, pelos Estados Unidos, acusando-os de violarem os artigos III:4, X:3(a) e XXIII:1(b) do AGTC de 1994 e 2.1 e 2.2 do ABTC. Remeteu também à carta de Vilsack, que julgou acrescer em instabilidade e incerteza para a indústria. Ainda, o Canadá endossou, na sustentação oral de sua tese, a acusação por parte do México de que a medida COOL não passava de protecionismo dissimulado.
Em sua segunda submissão, o Canadá respondeu extensivamente aos contra-argumentos dos Estados Unidos, que haviam negado todas as acusações, reafirmando a violação por parte dos EUA aos artigos 2.1 e 2.2 do ABTC e III.4, X:3(a) e XXIII.1(b) do AGTC. Adicionalmente, discordou com a caracterização da carta de Vilsack pelos Estados Unidos como não-vinculante e de sua sugestão de que se trataria de mero procedimento rotineiro. As circunstâncias do contexto em que a carta foi escrita, tal qual sua natureza pública, a posição de seu emissor e a ameaça de reabertura da Final Rule caso suas diretrizes não fossem seguidas pela indústria estadunidense incorreriam em que, independentemente do status legal do comunicado, o Painel deveria caracterizar seu conteúdo como mandatório. Por fim, o Canadá recomenda ao réu que conforme a medida COOL às suas obrigações comerciais internacionais, sujeitas à provisão do artigo 26.1 do AD, em respeito ao artigo XXIII:1(b) do AGTC. 

## Processo
Em 7 e 9 de outubro de 2009, respectivamente, Canadá e México, invocando o artigo 11 do DSU, requereram o estabelecimento de um painel, pedidos deferidos no dia 19 de novembro pelo Órgão de Solução de Controvérsias, iniciando a deliberação da DS384 (Canadá vs. EUA) e da DS386 (México vs. EUA) em painel único presidido por Christian Häberli, também integrado por Manzoor Ahmad e João Magalhães.
As reuniões substantivas do Painel se deram em setembro e dezembro de 2010, seu relatório final sendo publicado em 18 de novembro de 2011. Neste, concluiu que os Estados Unidos haviam agido inconsistentemente com os artigos 2.1 e 2.2 do ABTC e X:3(a) do AGTC de 1994, recomendando que o Órgão de Resolução de Controvérsias requeresse a conformação de suas medidas com as obrigações adquiridas sob os acordos. Neste, concluiu que a medida COOL era uma regulação técnica, mas não a carta de Vilsack, que foi, ainda assim, obstada pelo relatório.
Quanto às alegadas violações ao ABTC, o Painel concluiu que houve violação aos artigos 2.1 (visto que a medida desfavorava importados) e 2.2 (visto que o objetivo perscrutado de informação ao consumidor, apesar de perfeitamente legítimo, não seria atingido), mas o México não teria conseguido demonstrar violações dos artigos 2.4, 12.3, e, consequentemente, 12.1. Sobre às alegações de violação do AGTC 1994, o Painel concluiu que houve violações aos artigos III.4 e X:3(a) (por parte da carta de Vilsack, por irrazoabilidade, mas não por parte da medida COOL como um todo). O Painel se absteve de examinar as alegações quanto à violação do artigo XXIII:1(b), visto que a violação dos artigos 2.1 e 2.2 do ABTC já manifestavam a anulação ou obstrução de vantagens nos termos do artigo 3.8 do DSU.

### Apelação
No dia 23 de março de 2012, os Estados Unidos notificaram apelação impugnando a suposta violação dos artigos 2.1 e 2.2 do ABTC ao Corpo de Apelação e acusando o Painel de ter violado o artigo 11 do DSU, o México  paralelamente submetendo uma série de apelações condicionais às possíveis reversões das decisões do Painel pelo Corpo. Em 29 de junho do mesmo ano, o Corpo circulou seu relatório aos membros, mantendo a decisão do Painel pela inconsistência entre as medidas COOL e o artigo 2.1 do ABTC, mas revertendo a violação do 2.2. Ademais, indeferiu as alegadas violações do artigo 11 do DSU e as apelações condicionais canadenses e mexicanas.

### Posteridade
No dia 23 de maio de 2013, expiração de prazo concedido pelo Órgão de Solução de Controvérsias, o Departamento de Agricultura publicou Final Rule que alterava uma série de requisitos da medida COOL julgadas inconsistentes com o artigo 2.1 do ABTC. O Canadá e o México, contudo, não concordando com a avaliação do departamento, alegaram que as tênues emendas faziam o sistema permanecer restritivo e danoso, mantendo o quadro de inconsistência normativa, ou mesmo o agravando. Nestes termos, requereram a formação de Painel para procedimento de conformidade nos termos do artigo 21.5 do DSU, requisição esta deferida pelo Órgão no dia 30 de agosto, decidindo no dia 25 de setembro reabrir os casos DS384 e DS386, restituindo o painel original. 
Ao fim do procedimento, o Painel julgou em 20 de outubro de 2014 que a medida COOL emendada violava os artigos 2.1 do ABTC e III.4 do AGTC 1994. As partes recorreram à Corte de Apelação, que, em relatório de 18 de maio de 2015, além de manter as conclusões do Painel quanto à violação de ambos os dispositivos, ainda concedeu que fora demonstrada pelo México violação prima facie do artigo 2.2 do ABTC, o que o Painel não constatara.
Após a adoção em 29 de maio de 2015 pelo Órgão de Solução de Controvérsias dos relatórios do Painel e do Corpo de Apelação, o Canadá e o México requereram em junho ao Órgão, nos termos do artigo 22.2 do DSU, a suspensão de certas concessões tarifárias relativas aos EUA sob o AGTC como remédio, o que foi objetado pelo réu, com as partes concordando que tal matéria deveria ser referida por arbitragem nos termos do artigo 22.6 do DSU. Em 7 de dezembro, o relatório arbitral foi encaminhado às partes, com o nível de anulação ou obstrução de vantagens ao Canadá avaliado em 1.054.729.000 dólares, e, ao México, em 227.758.000 dólares, concluindo, pois, que as partes poderiam requerer suspensão de concessões ao Órgão de Solução de Controvérsias nos termos do artigo 22.4 do DSU, o que foi requerido no mesmo valor anual arbitrado no mesmo dia, sendo autorizadas pelo Órgão no dia 21 de dezembro. Os valores requeridos pelas partes autoras superavam os 3 bilhões de dólares, o que os Estados Unidos haviam descrito como superestimações extremas, pedindo que o Órgão decidisse por remédios somados de cerca de 100 milhões.